# Coingt
Coingt település Franciaországban, Aisne megyében. Lakosainak száma 63 fő (2022. január 1.). Coingt Besmont, Cuiry-lès-Iviers, Dagny-Lambercy, Iviers, Jeantes és Saint-Clément községekkel határos.

## Népesség
A település népességének változása:
| Lakosok száma | 144  | 121  | 113  | 81   | 72   | 68   | 68   | 65   | 64   | 63   |
|               | 1968 | 1982 | 1990 | 2006 | 2013 | 2015 | 2017 | 2019 | 2020 | 2022 |